# Katav-ivanovszki járás
A Katav-ivanovszki járás (oroszul Катав-Ивановский район) Oroszország egyik járása a Cseljabinszki területen. Székhelye Katav-Ivanovszk.

## Népesség
- 1989-ben 25 473 lakosa volt.
- 2002-ben 17 739 lakosa volt, melyből 14 368 orosz, 1308 tatár, 1257 baskír, 204 mordvin, 195 ukrán stb.
- 2010-ben 33 111 lakosa volt, melyből 28 557 orosz, 1738 tatár, 1626 baskír, 252 ukrán, 188 mordvin, 116 örmény stb.